# Chamaeleo schoutedeni
Chamaeleo schoutedeni este o specie de cameleon din genul Chamaeleo, familia Chamaeleonidae, ordinul Squamata, descrisă de Raymond Ferdinand Laurent în anul 1952. Conform Catalogue of Life specia Chamaeleo schoutedeni nu are subspecii cunoscute.